# Маккиннон, Арчибальд
Арчибальд «Арчи» Маккиннон (англ. Archibald "Archie" MacKinnon; род. 13 января 1937, Кранбрук, Британская Колумбия) — канадский гребец, выступавший за сборную Канады по академической гребле в 1956—1960 годах. Чемпион летних Олимпийских игр в Мельбурне, серебряный призёр Олимпийских игр в Риме, победитель Игр Содружества, победитель и призёр регат национального значения.

## Биография
Арчибальд Маккиннон родился 13 января 1937 года в городе Кранбрук провинции Британская Колумбия, Канада.
Занимался академической греблей во время учёбы в Университете Британской Колумбии в Ванкувере, состоял в местной гребной команде «Тандербёрдс», неоднократно принимал участие в различных студенческих регатах.
Наивысшего успеха в своей спортивной карьере добился в сезоне 1956 года, когда вошёл в основной состав канадской национальной сборной и благодаря череде удачных выступлений удостоился права защищать честь страны на летних Олимпийских играх в Мельбурне. В программе распашных четвёрок без рулевого совместно с Уолтером д’Ондтом, Лорном Лумером и Дональдом Арнольдом в финале обошёл всех своих соперников, в том числе почти на десять секунд опередил ближайших преследователей из США — тем самым завоевал золотую олимпийскую медаль.
После мельбурнской Олимпиады д’Ондт остался в составе гребной команды Канады на ещё один олимпийский цикл и продолжил принимать участие в крупнейших международных регатах. Так, в 1958 году он выступил на Играх Британской империи и Содружества наций в Кардиффе, где одержал победу в восьмёрках.
Находясь в числе лидеров канадской национальной сборной, благополучно прошёл отбор на Олимпийские игры в Риме. На сей раз стартовал в восьмёрках, в решающем финальном заезде пришёл к финишу вторым, уступив около двух секунд команде из Австралии — таким образом добавил в послужной список серебряную олимпийскую награду. Вскоре по окончании этих соревнований завершил спортивную карьеру.
В Университете Британской Колумбии Арчибальд Маккиннон получил степень в области электроинжиниринга, позже стал магистром делового администрирования в Йоркском университете. Работал на руководящих постах в компании Energy Capital North, подразделении Sutterhill Capital.
За выдающиеся спортивные достижения введён в Зал славы спорта Канады (1957), Канадский олимпийский зал славы (1958), Зал славы спорта Британской Колумбии (1966), Зал славы спорта Университета Британской Колумбии (1993).